# Norah Jones
Norah Jones, ursprungligen Geethali Norah Jones Shankar, född 30 mars 1979 i Brooklyn i New York, är en amerikansk sångerska, pianist och låtskrivare. Jones musik blandar pop och jazz, men även andra genrer som blues, folk och country. Hon har vunnit nio Grammy Awards och sålt mer än 50 miljoner skivor världen över.
Norah Jones är dotter till sitarspelaren Ravi Shankar men växte upp med sin amerikanska mor Sue Jones.

## Karriär
Efter att ha fått kontrakt med skivbolaget Blue Note gavs Jones debutalbum Come Away with Me ut 2002. Albumet blev en stor framgång med bland annat 27 miljoner sålda exemplar och en förstaplats på Billboard 200. På Grammygalan 2003 vann Jones fem kategorier, inklusive årets album, årets inspelning (låten "Don't Know Why") och bästa nya artist. Uppföljaren Feels Like Home gavs ut 2004 och gav Jones ytterligare en Grammy, för bästa kvinnliga popsång ("Sunrise"). Hon bildade 2003 gruppen The Little Willies tillsammans med Lee Alexander (bas), Richard Julian (gitarr, sång), Dan Rieser (trummor) och Jim Campilongo (gitarr). Gruppen gav 2006 ut sitt självbetitlade debutalbum.
Not Too Late gavs ut 2007 och var hennes första album där hon själv skrivit alla låtar, bland annat tillsammans med Lee Alexander som även producerade albumet. Samma år gjorde hon skådespelardebut i filmen My Blueberry Nights. Hennes fjärde album The Fall gavs ut 2009, följt av samlingen ...Featuring (2010), innehållande duetter med olika artister. 2012 släppte hon ett nytt album med The Little Willies, For the Good Times.
Jones sjöng tre av låtarna på albumet Rome (2011) av Danger Mouse och Daniele Luppi. Danger Mouse producerade hennes femte studioalbum Little Broken Hearts som gavs ut 2012.
Tillsammans med Billie Joe Armstrong, känd från Green Day, spelade Jones 2013 in albumet Foreverly, en nytolkning av The Everly Brothers album Songs Our Daddy Taught Us från 1958. Hon medverkade samma år på halvsystern Anoushka Shankars album Traces of You.
Jones sjätte soloalbum Day Breaks gavs ut 2016.

## Diskografi

### Studioalbum
- 2002 – Come Away with Me
- 2004 – Feels Like Home
- 2007 – Not Too Late
- 2009 – The Fall
- 2012 – Little Broken Hearts
- 2016 – Day breaks
- 2020 – Pick Me Up Off the Floor
- 2021 – I Dream of Christmas
- 2024 – Visions

### Samlingsalbum
- 2010 – ...Featuring Norah Jones
- 2012 – Covers
- 2019 – Begin Again
- 2023 – Playing Along

### Samarbetsalbum (studio)
- 2003 – New York City (med The Peter Malick Group)
- 2005 – The Chill Album (med The Peter Malick Group)
- 2011 – Here We Go Again: Celebrating The Genius of Ray Charles (med Willie Nelson och Wynton Marsalis)
- 2011 – Rome (med Danger Mouse, Daniele Luppi och Jack White)
- 2013 – Foreverly (med Billie Joe Armstrong)

### Live-album
- 2021 – ...'Til We Meet Again

## Filmografi
- 2007 – My Blueberry Nights
- 2009 – Wah Do Dem